# Vegueria Francesa

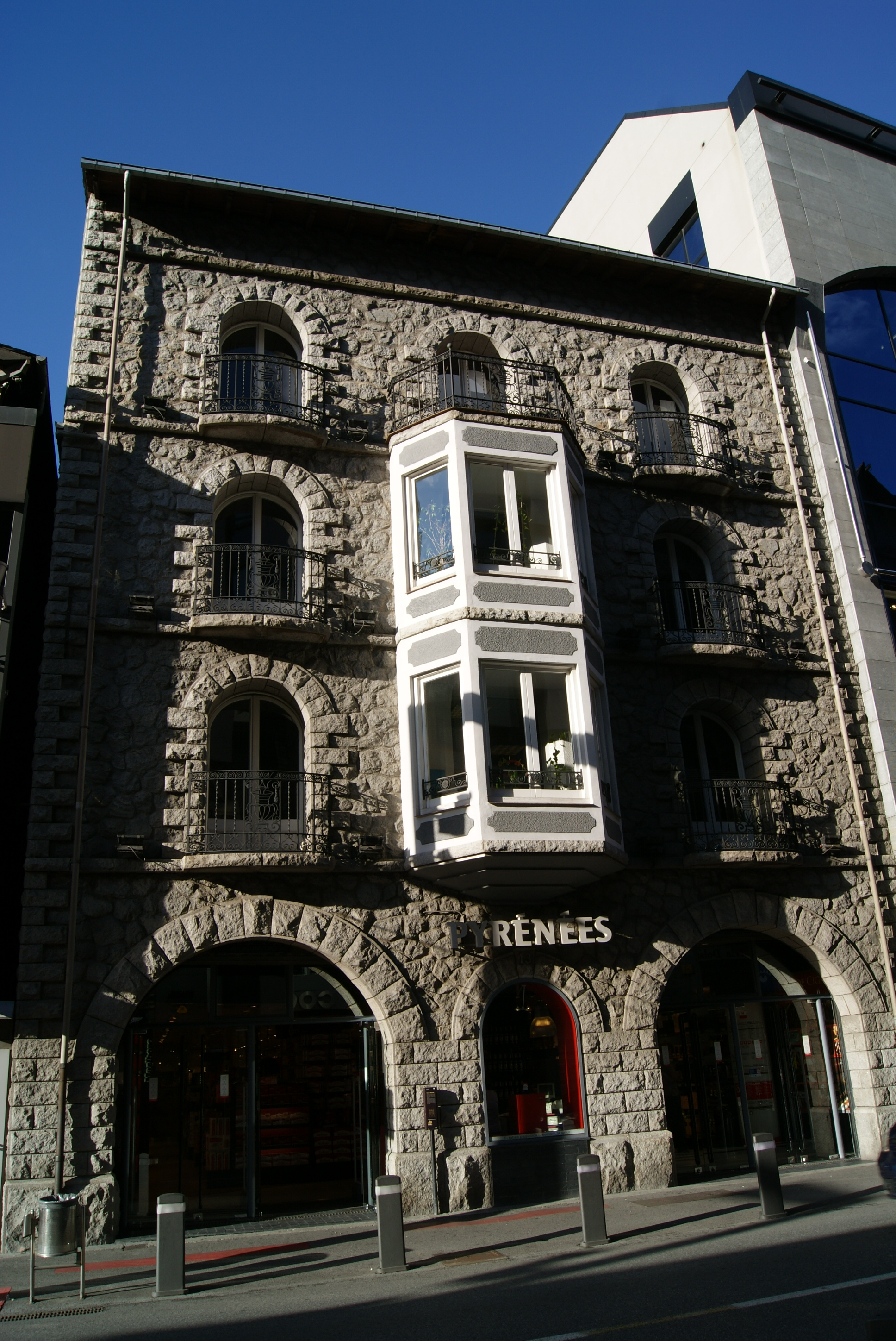
Vegueria Francesa

Antiga Vegueria Francesa ist ein historisches Haus in Andorra la Vella im Fürstentum Andorra. Es ist als Kulturerbe in der Denkmalliste von Andorra unter der Nº 97 eingetragen.
Das aus dem Erdgeschoss und drei Obergeschossen bestehende Haus wurde im Jahre 1930 als Verwaltungssitz erbaut und diente als so genannte Vegueria Francesa (französisches Magistrat) dem Präsidenten der Französischen Republik in Andorra. Das auf der Fassadenseite verwendete Material ist Granitstein in Form von unregelmäßig angeordneten Waben in der typisch andorranischen Granitarchitektur. Die großen im Erdgeschoss als Lichtbogen erbauten Arcs de mig punt entsprechen der Bauweise der römischen Architektur.
Seit Einführung der andorranischen Verfassung im Jahre 1993 wird dieses Gebäude als Wohn- und Geschäftshaus genutzt.